# Spilosmylus inclytus
Spilosmylus inclytus là một loài côn trùng trong họ Osmylidae thuộc bộ Neuroptera. Loài này được Navás miêu tả năm 1917.